# Gottlieb Ludwig Lauterburg
Gottlieb Ludwig Lauterburg (* 15. Dezember 1817 in Bern; † 3. September 1864 ebenda) war ein Schweizer Politiker und Journalist. Von 1857 bis 1860 gehörte er dem Nationalrat an.

## Biografie
Der Sohn eines Advokaten absolvierte eine Privatschule, danach das Gymnasium in Bern. Von 1837 bis 1841 studierte Lauterburg Theologie an der Universität Bern. Anschliessend betrieb er in Lausanne weitere Studien beim Historiker Louis Vuillemin und beim reformierten Theologen Alexandre Vinet. Ab 1841 hatte er verschiedene Vikariate, ab 1844 war er vier Jahre lang als Lehrer im Waisenhaus der Burgergemeinde Bern tätig. 1848 unternahm Lauterburg eine Bildungsreise nach München, Wien und Berlin. Er war 1851 Mitgründer der Zeitung Berner Bote und ab 1854 deren Chefredaktor.
Lauterburg vertrat zunächst gemässigt liberale, dann konservative Ansichten. 1850 wurde er in den Grossen Rat des Kantons Bern gewählt, 1852 in den Gemeinderat der Stadt Bern. Er kandidierte mit Erfolg bei den Nationalratswahlen 1857 und vertrat den Wahlkreis Mittelland, drei Jahre später gelang ihm die Wiederwahl nicht. Lauterburg hatte in Bern verschiedene schulische und kirchliche Ämter inne. Er war Mitbegründer und Präsident des Historischen Vereins des Kantons Bern, sammelte Flugschriften und verfasste historisch-biografische Abhandlungen. Ab 1852 gab er das Berner Taschenbuch heraus.